# Lacarry-Arhan-Charritte-de-Haut
Lacarry-Arhan-Charritte-de-Haut là một commune tỉnh Pyrénées-Atlantiques, thuộc vùng Aquitaine, tây nam nước Pháp.